# 甘尼森 (密西西比州)
甘尼森（英語：Gunnison）是位於美國密西西比州玻利瓦縣的城鎮。

## 人口
根據2020年美國人口普查的數據，甘尼森的面積為2.59平方千米，當中陸地面積為2.54平方千米，而水域面積為0.05平方千米。當地共有人口295人，而人口密度為每平方千米114人。